# Aarab Sebbah Gheris
Aarab Sebbah Gheris (en àrab عرب صباح اغريس, ʿArab Ṣabbāḥ Iḡrīs; en amazic ⵄⵕⴱ ⵚⴱⴱⴰⵃ ⵖⵔⵉⵙ) és una comuna rural de la província d'Errachidia, a la regió de Drâa-Tafilalet, al Marroc. Segons el cens de 2014 tenia una població total de 4.397 persones.